# Karl Kailer von Kaltenfels
Karl Kailer von Kaltenfels, né en 1862 à Pula et mort le 28 avril 1917 à Vienne, est un officier de marine.

## Biographie
Karl Kailer von Kaltenfels, né en 1862 à Pula, est diplômé de l'Académie navale Fiume. 
En 1908, pendant la crise bosniaque, il est chef d'escadre. En 1914, il devient vizeadmiral.